# Kehrsatz
Kehrsatz är en ort och kommun i distriktet Bern-Mittelland i kantonen Bern, Schweiz. Kommunen har 4 541 invånare (2023).